# Jože Kovačič (igralec)
Jože Kovačič, slovenski gledališki igralec, 26. avgust 1922, Pivka, † 16. junij 1983, Kranj.
Kot amaterski igralec je začel nastopati v Stražišču pri Kranju. V letih 1946−1957je igral v kranjskem Prešernovem gledališču, nato je bil dve leti prav tam režiser, od 1959 pa je bil v Prešernovem gledališču zaposlen kot vodja otroških predstav in igralec. Med drugim je nastopil v naslednjih vlogah: Jerman (Cankar, Hlapci), Maks (Cankar, Kralj na Betajnovi), Urh (Finžgar Razvalina življenja), Friderik (Župančič, Veronika Deseniška).